# Hyères Football Club

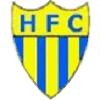
Imagem do Hyères.

O Hyères Football Club é um clube de futebol com sede em Hyères, França. A equipe compete no Championnat de France Amateur.

## História
O clube foi fundado em 1912.